# Eugen Freiherr von Redwitz
Eugen Freiherr von Redwitz (* 2. Juli 1939 in Würzburg) ist ein deutscher Politiker (CSU).

## Leben
Redwitz stammt aus einem alten fränkischen Adelsgeschlecht. Er besuchte die Volksschule in Hütting (heute Rennertshofen) und das Benediktinergymnasium Ettal, wo er 1959 sein Abitur machte. Er machte ein Forstwirtschaftliches Praktikum in Ottobeuren und Kipfenberg und studierte Forstwirtschaft und Betriebswirtschaft in München. Er erwarb den Titel des Diplom-Kaufmanns. Er ist Vorstandsmitglied im Bayerischen Waldbesitzerverband und war bis 2009 erster Vorsitzender der Schutzgemeinschaft Deutscher Wald im Landesverband Bayern.
1966 wurde Freiherr von Redwitz Mitglied der CSU und Gemeinderat. 1990 wurde er Kreisrat. Von 1982 bis 2003 saß er im Bayerischen Landtag, ab 1986 direkt gewählt im Stimmkreis Neuburg-Schrobenhausen. Er war dort Leiter der Arbeitsgruppe Medien in der Fraktion der CSU. Von 1998 bis 2003 war er Mitglied im Rundfunkrat des Bayerischen Rundfunks.